# Obey (vêtements)
Pour les articles homonymes, voir Obey.
Obey Clothing (stylisé en OBEY) est une entreprise de vêtements fondée en 2001 par l'artiste de rue et illustrateur Shepard Fairey dans le prolongement de son travail militant. L'entreprise s'approprie entre-autres les thèmes et les images utilisés dans ses vêtements du film Invasion Los Angeles de John Carpenter.
La marque est réputée pour incorporer une propagande politiquement et socialement provocatrice dans les conceptions de ses vêtements.